# Любович, Артемий Моисеевич
Арте́мий (Артём) Моисе́евич Любо́вич (17 (29) октября 1880, Житомир, Волынская губерния — 28 июня 1938, Минск) — советский государственный деятель, участник революционного движения, нарком почт и телеграфа РСФСР и СССР.
Член РСДРП(б) с марта 1917 года. Расстрелян в 1938 году, реабилитирован посмертно.

## Биография
Сын строительного десятника (мещанина). В 1894 году окончил двуклассное городское училище в Житомире.
- В 1896—1902 годах — телеграфист в Житомире, затем в Киеве.
- В 1902—1906 годах — рядовой-телеграфист 2-й искровой роты.
- В 1906—1914 годах — телеграфист в Киеве, затем в Бердичеве (с 1908 года) и Белой Церкви (с 1912 года).
- В 1914—1917 годах — мобилизован в армию: служил рядовым 6-го железнодорожного батальона, затем телеграфистом Кронштадтской телеграфной роты.
- В 1917 году — член Кронштадтского комитета РСДРП(б), председатель Совета солдатских и матросских депутатов, делегат VII (Апрельской) Всероссийской конференции и VI и VII съездов РКП(б), член Петроградского ВРК на Главном телеграфе и комиссар Кексгольмского резервного полка, член редколлегии журнала «Почтово-телеграфная трибуна». После Октябрьской революции редактор газеты «Известия Кронштадтского Совета», затем член коллегии наркомата почт и телеграфов и заместитель наркома.
- С января по май 1918 года — председатель Кронштадтского комитета РСДРП(б).
- В 1918—1919 годах — председатель Всероссийского Союза работников связи.
- В 1919—1920 годах — заместитель наркома почт и телеграфов РСФСР и начальник Управления связи РККА.
- В 1920—1921 годах — исполняющий обязанности народного комиссара почт и телеграфов РСФСР.
- С 1923 года — заместитель наркома почт и телеграфа СССР.
- В 1927—1928 годах — исполняющий обязанности народного комиссара почт и телеграфа СССР.
- В 1928—1934 годах — уполномоченный наркомата связи СССР по Дальнему Востоку, Восточной Сибири.
- В 1934—1935 годах — в распоряжении ЦК ВКП(б).
- В 1935—1937 годах — заместитель председателя СНК Белорусской ССР и председатель Госплана республики.

Делегат VII, X, XV съездов партии.
Арестован 5 июля 1937 года 4 отделом НКВД БелССР как «участник антисоветского правотроцкистского подполья» в Белорусской ССР.
В мемуарах белорусского партийного работника Я. И. Дробинского , тоже арестованного органами НКВД в то же время, описаны методы следствия в Минской центральной тюрьме в 1938 года:

«В десять его вновь провели через этот коридор, в эту комнату — но какая разница! Днем это был тихий коридор, тихие кабинеты, в которых аккуратные, прилизанные люди листали папки. Вечером Андрей шел, как сквозь строй, — крики истязаемых, площадная брань истязующих неслись из всех комнат. Где-то промелькнуло лежавшее на полу тело. Андрей увидел побагровевшее знакомое лицо. Это был Любович — старый большевик, заместитель председателя Совнаркома республики, председатель Госплана. Он был в первом правительстве, созданном Лениным в октябре 1917 г. Он вошел туда как зам. наркома связи Подбельского. Он был членом Малого Совнаркома, работал с Лениным. Сейчас он лежал на полу, его хлестали резиной, и он, старый шестидесятилетний человек, кричал: „Мама!“ Мгновенье, но оно врезалось в память навсегда». — Яков Дробинский. "Хроника одного следствия /август 1937 - декабрь 1939 гг./", стр.85
Внесен в Сталинский расстрельный список от 19 апреля 1938 года по 1-й категории («за» Сталин, Молотов, Каганович, Жданов). Осуждён 28 июня 1938 года выездной сессией Военной коллегии Верховного суда СССР к высшей мере наказания с конфискацией имущества (статьи 69, 79, 76 УК БелССР («участие в антисоветской правотроцкистской организации», «вредительство в промышленности и сельском хозяйстве»). Расстрелян в тот же день  в Минске в группе осужденных ВКВС СССР (И. Ф. Куделько, И. П. Рыжов  и др.). Место захоронения — спецобъект НКВД БелССР «Куропаты».. Реабилитирован посмертно 29 февраля 1956 года ВКВС СССР.

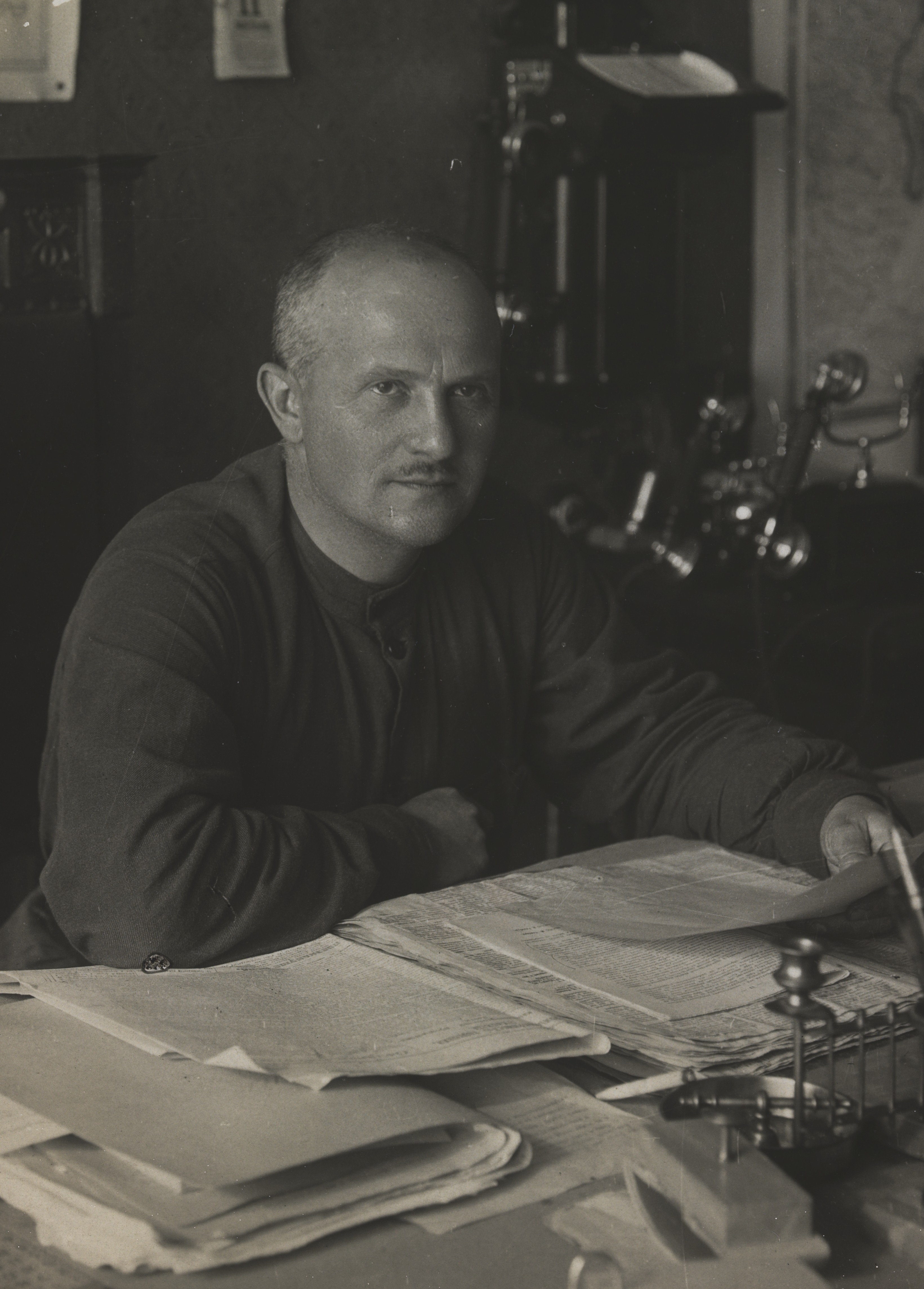

## Память
18 апреля 2013 года в Житомире на здании городской гимназии № 3 (бывшем городском училище) открыта мемориальная доска А. М. Любовичу.

## Публикации
- За работу! // Почтово-телеграфная трибуна. № 1 (15.05.1917). С. 6-7.
- Демократия и сильная власть // Почтово-телеграфная трибуна. № 5 (18.06.1917). С. 4.
- Куда мы идём? // Почтово-телеграфная трибуна. № 13 (16.08.1917). С. 6.
- О женщине-работнице // Почтово-телеграфная трибуна. № 14 (24.08.1917). С. 2-3.
- От Акакия Акакиевича до наших дней. Петроград, 1917. - 14 с.
- Организация связи. Почта, телеграф, телефон, радио. М.: Связь, 1925. - 95 с.
- Радио или проволока? Материалы к 1-му Всесоюзному съезду Общества друзей радио. М.: Воениздат, 1926. - 14 с.
- Нужно ли специальное радиоискусство? Материалы к 1-му Всесоюзному съезду Общества друзей радио. М.: Воениздат, 1926. - 8 с.
- Перспективы развития электросвязи в СССР. Л.: Кубуч, 1927. - 15 с.
- Контрольные цифры хозяйства связи на 1928/29 - 1932/33 гг. М.: Изд-во НКПТ, 1928. - 39 с.
- Эксплуатация и техника связи на пути ее реконструкции. М.: Изд-во НКПТ, 1930. - 52 с.
- Проблема связи: состояние и 5-летний план. М.: ОГИЗ, 1931. - 80 с.
- Задачи организации связи района. М.: Изд-во НКПТ, 1931. - 75 с.
- Борьба с пространством. М.: Изд-во НКПТ, 1932. - 72 с.
- Проблемы второй радиопятилетки: радиофикация связи и сеть широковещания. М: Журн.-газ. объединение, 1932. - 80 с.